# アトリエPlatz
株式会社アトリエPlatz（アトリエプラッツ）は、アニメーション制作のうち、背景美術制作を主な事業内容とした日本の企業である。

## 会社概要
スタジオ・イースター出身の松本浩樹が2013年10月に設立し、一部のスタッフが当社に移籍した。

## スタッフ
- 松本浩樹（スタジオ・イースター→）
- 平間由香（美峰→）
- 二嶋隆文
- 市倉敬
- 渡辺幸浩
- 菊地明子
- 若林里紗

- 矢野裕子
- 西村一彦
- 小山紗智子
- 吉村葉月
- 鶴町美帆
- 藤井かおり

## 担当作品
松本浩樹
- 2006年：N・H・Kにようこそ! (美術設定)
- 2007年：大江戸ロケット (美術設定)
- 2007年：Myself ; Yourself (美術設定)
- 2008年：屍姫 赫 (美術監督)
- 2008年：ストライクウィッチーズ (美術設定)
- 2009年：屍姫 玄 (美術監督)
- 2009年：咲-Saki- (美術監督)
- 2009年：キディ・ガーランド (美術設定)
- 2010年：はなまる幼稚園 (美術監督)
- 2010年：ストライクウィッチーズ2(美術監督・美術設定)
- 2011年：お兄ちゃんのことなんかぜんぜん好きじゃないんだからねっ!! (美術監督)
- 2011年：TIGER & BUNNY (美術設定)
- 2011年：Aチャンネル (美術監督)
- 2011年：ダンタリアンの書架 (美術プロップデザイン・美術プロップエフェクト)
- 2011年：薄桜鬼 雪華録 (美術設定)
- 2012年：BRAVE10 (美術監修)
- 2012年：ストライクウィッチーズ 劇場版 (美術監督・美術設定)
- 2012年：Aチャンネル+smile (美術監督)
- 2012年：めだかボックス (美術監修)
- 2012年：咲-Saki- 阿知賀編 episode of side-A (美術監督)
- 2012年：トータル・イクリプス (美術設定)
- 2012年：めだかボックス アブノーマル (美術監修)
- 2013年：ヤマノススメ (美術監督・美術設定)
- 2013年：八犬伝―東方八犬異聞― (美術監督)
- 2013年：デス・ビリヤード (美術設定)
- 2013年：未来日記リダイヤル (美術設定)
- 2013年：ステラ女学院高等科C3部 (美術監督・美術設定)
- 2013年：劇場版 薄桜鬼 第一章 京都乱舞 (美術設定)
- 2014年：咲-Saki- 全国編 (美術監督)
- 2014年：劇場版 薄桜鬼 第二章 士魂蒼穹 (美術設定)
- 2014年：デート・ア・ライブII (美術設定)
- 2014年：RAIL WARS! (美術設定)
- 2014年：繰繰れ! コックリさん (美術監督・美術設定)
- 2014年：ストライクウィッチーズ Operation Victory Arrow (美術設定)
- 2015年：コンクリート・レボルティオ〜超人幻想〜 (美術監修)
- 2015年：VALKYRIE DRIVE -MERMAID- (美術監督・美術設定)
- 2016年：紅殻のパンドラ (美術監督・美術設定)
- 2016年：おしえて! ギャル子ちゃん (美術監督)
- 2016年：コンクリート・レボルティオ〜超人幻想〜 THE LAST SONG (美術監修)
- 2018年：ありすorありす (美術監督)
- 2019年：かぐや様は告らせたい〜天才たちの恋愛頭脳戦〜 (美術設定)
- 2020年：かぐや様は告らせたい?〜天才たちの恋愛頭脳戦〜 (美術設定)
- 2022年：かぐや様は告らせたい-ウルトラロマンティック- (美術設定)
- 2022年：カッコウの許嫁 (美術監督)